# Agrostologie
Agrostologie (aus Griechisch ἄγρωστις, agrōstis, „Gras“, „(Grün-)Futter“; und -λογία, -logia), manchmal Graminologie, ist das wissenschaftliche Studium der Gräser aus der Familie der Süßgräser (Poaceae, Gramineae). Sie ist ein Teilgebiet der Botanik. Das 1708 erschienene Werk von Johann Jakob Scheuchzer Agrostographiae Helveticae Prodromus, eine taxonomische Arbeit über Gräser, wird als erste grundlegende Arbeit in der Agrostologie bezeichnet. Sie ist Grundlage für viele nachfolgende Klassifizierungssysteme. Zunächst basierten sie auf der äußeren Morphologie der Pflanze, später wurden zelluläre, embryologische, physiologische und histologische Merkmale berücksichtigt.
Die grasartigen Arten der Seggen, die Sauergrasgewächse, Binsengewächse und der Rohrkolben, sind häufig in der Kategorie der echten Gräser enthalten, obwohl diese streng genommen nicht in das Studium der Agrostologie einbezogen sind.
Bedeutung besitzt die Agrostologie für die Erhaltung von Wild- und Weideland, der Landwirtschaft, hier Kulturpflanzen wie Reis, Mais, Zuckerrohr und Weizen. Diese Gräser und viele weitere Arten dienen der menschlichen Ernährung (als Tierfutter) und nützen dem städtischen und ökologischen Gartenbau, der Ökologie und dem Naturschutz. In der Agrostologie werden heute lebende Gräserpopulationen untersucht, um ihre genetische Vererbung und Anpassung an bestimmte Lebensräume zu bestimmen.